# Abbaye Notre-Dame-des-Dombes
Pour les articles homonymes, voir Abbaye Notre-Dame et Notre-Dame.
L'abbaye Notre-Dame-des-Dombes est une abbaye trappiste située sur la commune du Plantay dans le département de l'Ain.

## Histoire

### La fondation
À la fin des années 1850, Pierre-Henri Gérault de Langalerie, évêque de Belley, porte le projet de l'établissement d'une communauté monastique en Dombes, afin principalement d'aider au développement sanitaire, social et spirituel de cette région. Son choix se porte sur la fondation d'une abbaye cistercienne.
À cette époque, à la suite des nombreuses destructions de la Révolution française et à l'exil des moines survivants, il reste très peu d'abbayes cisterciennes en France. Une des seules fondations cisterciennes susceptible de fournir assez de moines pour créer la nouvelle abbaye est la fondation d'Hautecombe, recréée en 1826. Mais cette dernière est alors située dans le royaume Piémont Sardaigne (l'annexion de la Savoie n'a lieu qu'en 1860) et l'ordre cistercien estime diplomatiquement maladroit de demander à une communauté composée principalement de moines italiens de fonder une abbaye en France.
Finalement, c'est l’abbaye Notre-Dame d'Aiguebelle qui accepte de détacher quarante-quatre moines pour venir défricher la région et bâtir le nouveau monastère. Les conditions avancées par Pierre-Henri Gérault de Langalerie sont relativement avantageuses pour les trappistes : 160 hectares de terres leur sont offerts, y compris ferme et cheptel ; aussi, les trappistes les acceptent-ils assez facilement.
Les architectes de l'abbaye sont Pierre Bossan et Jean-Baptiste Bernoux.

### La viabilisation des terres
Le travail agricole des trappistes contribue ainsi à améliorer les conditions de vie. Ils sont parmi les principaux acteurs de l'assainissement des marais de la Dombes, mais ils en sont aussi les victimes. En effet, l'assèchement de la région était soumis à une prime promise par la compagnie Mangini (fondée par les frères Lucien et Félix Mangini), mandatée pour construire la ligne de Lyon-Saint-Clair à Bourg-en-Bresse. Cette prime était une dotation conjointe de l'État et du conseil général de l'Ain, s'élevant à 1 500 000 francs, prévue pour assécher 6 000 hectares, d'où un ratio de 250 francs par hectare (l'assèchement de l'étang Flèche par les religieux montra un coût moyen effectif de 600 francs par hectare). Les Mangini décidèrent, pour augmenter leur bénéfice, de réduire cette prime à 100 francs. Dom Augustin, prieur de l'abbaye, choisit pour motiver les paysans de quadrupler aux frais du monastère cette prime de 100 francs, ce qui causa une perte très importante dans les comptes.

### Seconde Guerre mondiale

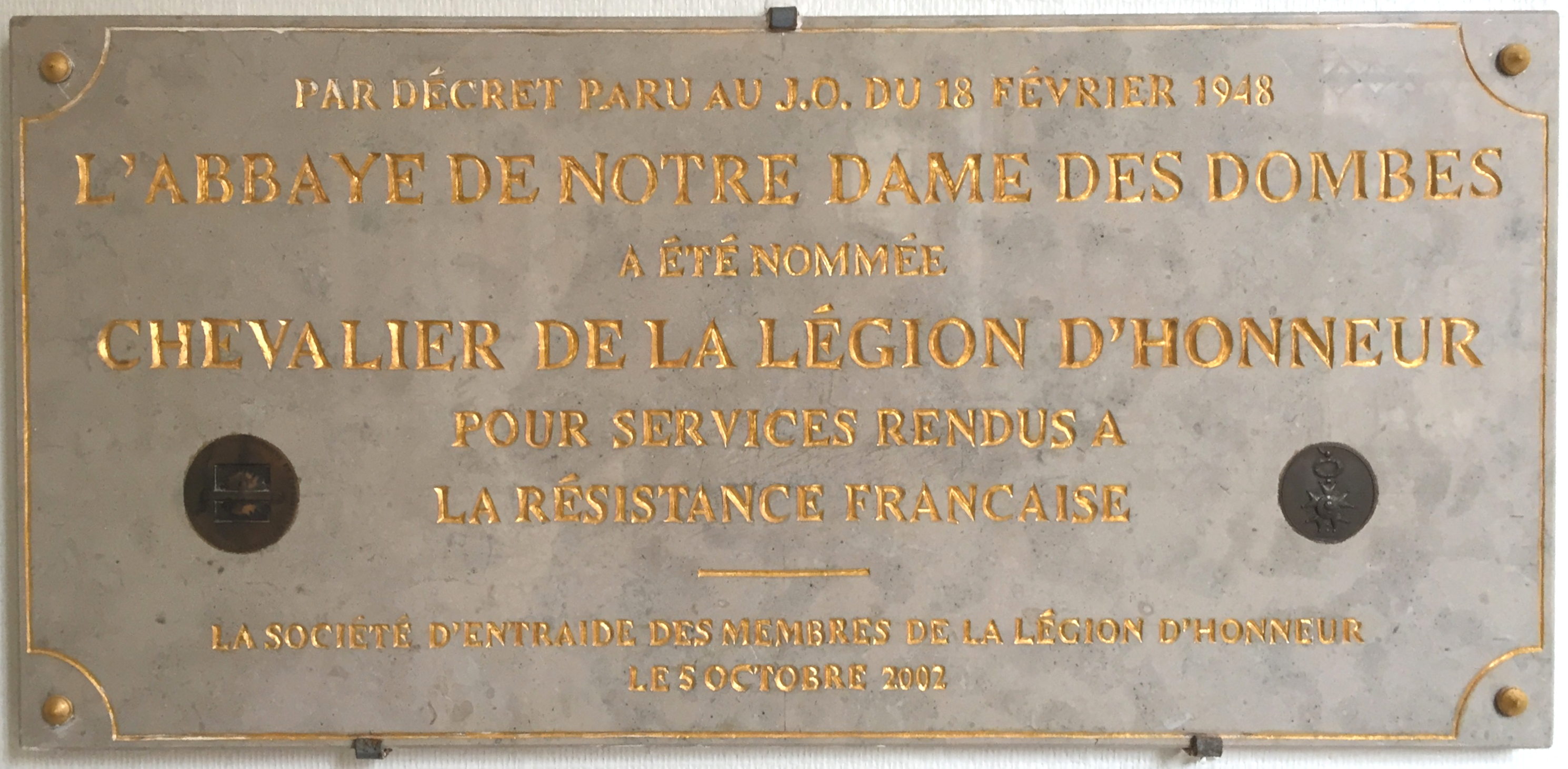
Plaque de la Légion d'honneur dans l'abbaye Notre-Dame-des-Dombes.

À la suite de la déclaration de guerre par la France et le Royaume-Uni à l'Allemagne nazie le 3 septembre 1939, 25 moines de l'abbaye sont appelés sous les drapeaux. Deux d'entre eux sont tués pendant la bataille de France.
Dès l'automne 1940, l'abbaye soutient les maquis environnants en servant de dépôt d’armes, de munitions et de citernes d’essence ; elle accueille aussi des juifs et des résistants. Le matériel est camouflé dans les granges et autres dépendances, sous la paille.
Le 11 décembre 1942, les Allemands entrent une première fois dans l'abbaye pour y chercher des armes. Elles restent cachées, ainsi que les citernes d’essence.
En janvier 1943, le père Bernard, prieur de l'abbaye (1903-1944, Gabriel Curis à l'état civil), est arrêté pour la première fois, puis relâché après que le préfet de l’Ain a remis cinq mille litres d’essence réclamés par l’armée allemande.
Après la création du STO, le monastère accueille aussi des réfractaires. Mais le monastère est surveillé par les Allemands et, en novembre 1943, la Gestapo arrête à Marlieux plusieurs personnes, dont un des agents de liaison du père Bernard qui avait parlé sous la torture. Le réseau est démantelé. Dès le 15 novembre 1943, les Allemands envahissent le monastère. La gendarmerie nationale conseille au père Bernard de s’enfuir. Il s’y refuse, voulant épargner le monastère et ses confrères.
Le 8 décembre 1943, la Gestapo arrête le père Bernard Curis à la fin de la messe et l’emmène au fort de Montluc où il est torturé avant d'être déporté en Allemagne à Buchenwald, Dora et enfin Bergen-Belsen, où il meurt le 11 avril 1944.
Le 19 mai 1944, la Gestapo, accompagnée de miliciens, fait de nouveau irruption dans le monastère. Le père Maurice (1883-1944, à l'état civil Octave Cordier) est abattu dans le jardin des malades, et le père Amédée Neyret dans la bibliothèque ; un autre trappiste est blessé.
En 1946, l'abbaye reçoit la croix de chevalier de la Légion d'honneur pour faits de résistance ainsi que la Croix de guerre 1939-1945. Le père Bernard reçoit également la Légion d'honneur et la Croix de guerre à titre personnel et posthume.
Le 5 octobre 2002, l'abbaye Notre-Dame-des-Dombes, seul lieu du département de l'Ain décoré pour faits de résistance au cours de la Seconde Guerre mondiale, célèbre le 200e anniversaire de la création de la Légion d'honneur par l'empereur Napoléon Ier, et accueille la célébration de cet anniversaire pour tout le département de l'Ain. À cette occasion, une plaque commémorative est inaugurée dans l'enceinte de l'abbaye puis bénie pour rappeler l'implication de ses religieux au cours du conflit.

## Toponymie
Alors que l'usage est d'évoquer la région de Dombes au singulier — on parle de la Dombes et non des Dombes —, l'usage du pluriel dans le nom de l'abbaye peut sembler curieux. Cette subtilité renvoie en fait à la double signification du mot "Dombes". Les dombes sont les fonds d'étangs, leurs eaux troubles, qui par extension ont donné leur nom au pays de Dombes. Ainsi, le nom de l'abbaye ne renvoie pas au territoire de la Dombes, mais plutôt à sa position au milieu de nombreux étangs.

## Filiation et dépendances
Notre-Dame-des-Dombes est fille de l'abbaye Notre-Dame d'Aiguebelle.

## Œcuménisme

### Groupe des Dombes
L'abbé Paul Couturier crée en 1937 un groupe amical de rencontres francophones entre catholiques et protestants, comprenant 20 membres de chaque confession ; à ses débuts, ce groupe se réunit à l'abbaye des Dombes, d'où son nom. Aujourd'hui, le groupe ne se réunit plus en ce lieu, mais le nom subsiste.

### L'arrivée de la communauté du Chemin Neuf
L'abbaye est confiée en août 2001 à la communauté du Chemin Neuf (créée en 1973), qui prend le relais des moines cisterciens et prolonge cette tradition de travail et de prière. La communauté est catholique mais à vocation œcuménique ; l'abbaye accueille des membres protestants, anglicans et orthodoxes.
Par ailleurs, la Communauté abrite un institut de théologie – l'Institut de théologie des Dombes, fondé dès 2001 – formant ses futurs prêtres ainsi que de nombreux autres étudiants (hommes et femmes) en théologie, en partenariat avec la Faculté de théologie catholique de Lyon et en lien avec la faculté de théologie protestante de Strasbourg.
Un magasin propose les productions traditionnelles de l'abbaye, entre autres la Musculine.
Une hôtellerie accueille les personnes désirant vivre un temps de retraite individuelle et des groupes pour des temps de réflexion et de récollection.

### Liens externes

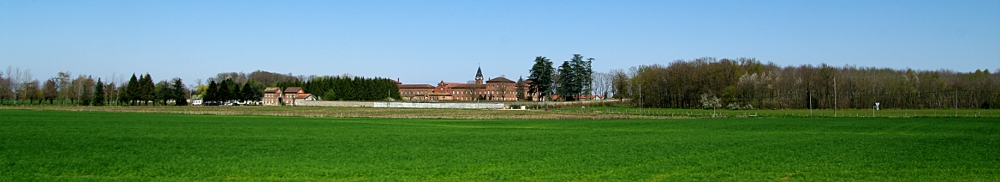
Abbaye Notre-Dame-des-Dombes, vue générale